# Stadt Zürich (Schiff, 1855)
Die Stadt Zürich und die identische Thurgau waren 1855 erbaute Schweizer Dampfschiffe, die auf dem Bodensee verkehrten. Die Stadt Zürich erhielt den Beinamen „Teufelsschiff“, weil sie immer wieder in Kollisionen verwickelt war und einem Bonmot zufolge mehr deutsche Schiffe versenkte als die dänische Flotte im Deutsch-Dänischen Krieg.

## Geschichte
Die beiden Schiffe gehörten zu den grössten und stärksten Glattdeckdampfern, die Mitte der 1850er Jahre ihren Dienst auf dem Bodensee aufnahmen. Jedes der beiden Schiffe kostete 177 000 Franken. Während die Stadt Zürich zuerst nur im Ausflugsverkehr eingesetzt wurde und erst im Winter 1855 in den Kursdienst kam, bediente die Thurgau zu Beginn an die Querverbindungen Romanshorn–Friedrichshafen und Romanshorn–Lindau.
1870 erfolgte ein erster Umbau der Stadt Zürich. 1884 wurde das Schiff zum ersten Halbsalondampfer der Schweizerischen Nordostbahn umgebaut und hiess fortan nur noch Zürich. 1884 entstand aus dem Schiff der erste Halbsalondampfer der Nordostbahn.
Die Maschinenanlage der Thurgau wurde 1869 umgebaut und die Kesselanlage erneuert. 1887 wurde ein Oberdeck aufgebaut und eine elektrische Beleuchtung installiert. 1901 erlitt das Schiff einen Maschinenschaden und musste abgeschleppt werden.
1911 wurde die Thurgau ausser Dienst gestellt und im September abgebrochen. Die Zürich wurde bis in die Zeit des Ersten Weltkriegs genutzt. 1917 wurde sie ausgemustert und 1919 abgebrochen. Nach dem Abbruch der Zürich in Romanshorn wurden die Schaufeln auf dem Raddampfer Pilatus auf dem Vierwaldstättersee weiterverwendet.

### Unglücksfälle derStadt Zürich

#### Kollision mit derKönigin von Württemberg
Am 10. März 1860 rammte sie vor Friedrichshafen den rechten Radkasten der Königin von Württemberg. Menschen kamen dabei nicht zu Tode, es entstand allerdings ein erheblicher Sachschaden.

#### Versenkung derLudwig
Vor der heutigen alten Rheinmündung kollidierte die Stadt Zürich ein Jahr nach dem oben genannten ersten Unglücksfall, am 11. März 1861 gegen 18.15 Uhr, bei Dunkelheit und Schneetreiben mit dem Dampfer Ludwig. Dieser war zwar – als erstes Schiff auf dem Bodensee – mit einer eisernen Rumpfschale ausgestattet, jedoch schon relativ alt.
Der Kapitän, der an dem Unglückstag den Transferdienst zwischen Lindau und Rorschach versehen sollte, hatte die Abfahrt wegen eines heftigen Unwetters auf den späten Nachmittag verschoben, um den schwersten Sturmböen zu entgehen. Dies hatte aber zur Folge, dass bei schlechter Sicht nach dem Kompass gefahren werden musste.
Die weisse Bugleuchte der aus Rorschach kommenden Stadt Zürich wurde von der Besatzung der Ludwig für einen Teil der Rorschacher Hafenbeleuchtung gehalten. Auf der Stadt Zürich nahm man offenbar den eisernen Dampfer überhaupt nicht wahr, sondern stellte nach der Kollision nur fest, dass das Bugspriet gebrochen war und Wasser ins Schiff eindrang. Die Stadt Zürich kehrte deshalb umgehend in den Rorschacher Hafen zurück, während die Ludwig, unbemerkt von ihrem Kollisionspartner, innerhalb weniger Minuten sank.
Dreizehn Menschen und elf Stück Vieh kamen bei diesem Unglück ums Leben. Damit war die Versenkung der Ludwig durch die Stadt Zürich das bis zu diesem Zeitpunkt schwerste bekannte Schiffsunglück auf dem Bodensee. Eine Konsequenz aus den Untersuchungen der Katastrophe war eine Verbesserung der Signalordnung: Ausser dem weissen Buglicht musste fortan auch ein grünes Steuerbord- und ein rotes Backbordlicht geführt werden.

#### Versenkung derJura
Nachdem das bayerische Schiff Ludwig untergegangen war, wurde als Ersatz die Jura angekauft, die bislang auf dem Neuenburgersee im Einsatz gewesen war. Sie wurde demontiert, auf Fuhrwerken an den Bodensee gebracht und dort wieder zusammengebaut und in Dienst genommen. Am 12. Februar 1864, einem nebligen Wintertag, sollte die Jura von Konstanz nach Romanshorn und Lindau fahren. Aus der Gegenrichtung kam jedoch die Stadt Zürich. Obwohl jedes der beiden Schiffe durch einen Nebelausguck gesichert wurde und die Dampfpfeifen Signal gaben, liess sich ein Zusammenstoss nicht vermeiden. Die Jura war am Beidrehen, als der Bug der Stadt Zürich sich in ihr Vorschiff bohrte. Dabei kam der Nebelausguck der Jura ums Leben, einem weiteren Schiffsjungen wurde der Arm abgerissen. Die übrige Besatzung und sämtliche Passagiere der Jura konnten sich indes unverletzt auf die Stadt Zürich retten. Diese blieb manövrierfähig und konnte mit eingedrücktem Bug ihre Fahrt nach Romanshorn fortsetzen.

#### Kollision mit derStadt Lindau
Wenige Monate nach der Versenkung der Jura schlitzte die Stadt Zürich im Lindauer Hafen der Stadt Lindau einen Radkasten auf. Ein bayerischer Korrespondent schlug daraufhin sarkastisch vor, das Schiff nach Dänemark zu verkaufen, da es bereits mehr deutsche Schiffe versenkt habe als die gesamte dänische Kriegsflotte.

#### Kollision mit derBuchhorn
1909 gab es einen weiteren Zwischenfall, bei dem der Schraubendampfer Buchhorn gerammt wurde. Es entstand nur geringfügiger Schaden.

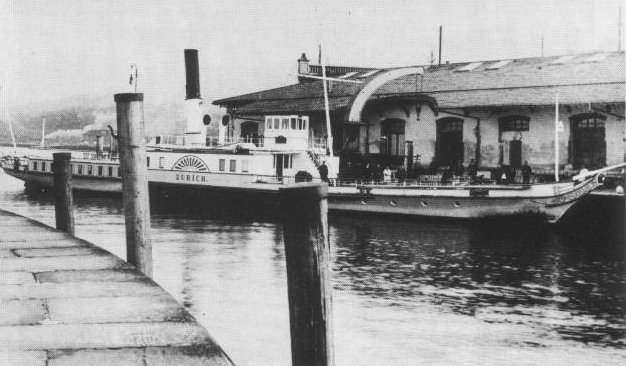
Die Zürich um 1900 in Rorschach